# Terebella schmardai
Terebella schmardai är en ringmaskart som beskrevs av Francis Day 1934. Terebella schmardai ingår i släktet Terebella och familjen Terebellidae. Inga underarter finns listade i Catalogue of Life.